# Fred Vas Nunes

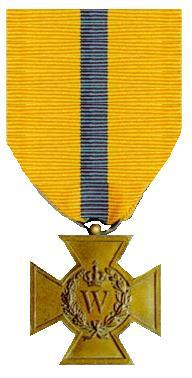
Bronzen Kruis

Mr Alfred David Vas Nunes (Rotterdam, 3 september 1914 - Brasschaat, 16 januari 2008) was jurist, ambassaderaad bij de Verenigde Naties te New York en directeur van Shell Nederland. Hij werd Fred of Freddie genoemd.

## Oorlogsjaren
Voordat de Tweede Wereldoorlog uitbrak, was hij bij de Artillerie. In 1935 werd hij reserve-luitenant.  

### Engelandvaart
Al op 5 juli 1940 stak Vas Nunes met twee andere Leidse studenten, Karel Michielsen en Kees van Eendenburg, in een 12-voets jol de Noordzee over.  
Met paard en wagen brachten ze de boot van de Kaag naar het strand, vlak bij Oegstgeest, waar de ouders van Van Eendenburg woonden. Bij vrienden die aan de boulevard woonden werden  proviand en zwemvesten opgeslagen. De Duitsers keken toe hoe ze wekenlang in zwembroek gehuld regelmatig oefenden om door de branding te komen, want dat was de eerste belangrijke hindernis. Michielsen was roeier bij Njord en moest de jol door de branding roeien. Als vluchtdatum was 5 juli vastgesteld.
Toen het bericht kwam dat er geen schepen meer op het strand mochten zijn, konden ze de vlucht niet uitstellen, hoewel het op 5 juli geen goed weer was. De Duitsers vroegen nog wat ze gingen doen, maar ze legden uit dat ze, vanwege het nieuwe verbod, de jol naar Scheveningen gingen brengen. Zo mochten ze toch vertrekken. Toen de Duitsers merkten dat ze niet naar Scheveningen koersten, waren ze buiten bereik van hun geweren. Na twee dagen arriveerden ze in Engeland.
Daarna werd door Radio Oranje het bericht "De Bebèk is aangekomen" uitgezonden. Dat was voor een goed verstaander een duidelijke verwijzing naar Van Eendenburg, want bebèk is Maleis voor eend. Volgens sommige berichten was Bebèk de naam van de jol en het is ook mogelijk dat de boodschap vooraf met de achterblijvers is afgesproken. Na verhoord te zijn kregen ze van de koningin het Bronzen Kruis.
Vas Nunes en Van Eendenburg kwamen bij de RAF. Later werd Vas Nunes reserve-kapitein van de Koninklijke Luchtmacht b.d.

## Na de oorlog
Na de oorlog begint zijn diplomatieke carrière. Zijn eerste post was Belgrado. In 1951 zat Vas Nunes in Canada, ambassadeur was toen Tony Lovink. Omdat enkele Canadezen hen wilden laten kennismaken met het land werden ze uitgenodigd voor een kanotocht van enkele dagen over de rivier Gatineau, door allerlei meren en weer naar de Gatineau. Het was zo'n succes dat het werd herhaald.
Na een post in Tokio werd hij in New York ambassaderaad bij de Verenigde Naties.
In 1958 werd Vas Nunes directeur Externe Betrekkingen bij Shell Nederland BV en op 30 juni 1974 ging hij met pensioen.
Hij woonde met zijn echtgenote in Kapellen, België.

## Onderscheidingen
- Bronzen Kruis, KB nr 3 van 19 augustus 1940
- ridder in de Orde van Oranje-Nassau